# Tridentiger nudicervicus
Tridentiger nudicervicus — вид риб родини Оксудеркових (Oxudercidae). Поширений в північно-західній Пацифіці: Японія, Китай, Тайвань, Корея. Придонний, солонуватоводний вид, сягає 6,0 см довжиною.